# Ariel Pink
Ariel Marcus Rosenberg (Los Ángeles, California, 24 de junio de 1978), conocido artísticamente como Ariel Pink, es un multiinstrumentista, cantante y compositor estadounidense cuya música está fuertemente influenciada por la cultura pop de los años 70 y 80 y por la "generación de la cultura del casete" de la que el propio Pink argumenta ser el miembro más joven. Escribe música desde los diez años. Es un artista musical influyente para los músicos indies de finales de los años 2000 por su estética lo-fi y por sus grabaciones caseras y, en numerosas ocasiones, lo citan como "the godfather" (el padrino) del pop hipnagógico y de los movimientos chillwave. Hasta 2014, sus producciones solían ser acreditadas a «Ariel Pink's Haunted Graffiti», un proyecto en solitario combinado a veces con su banda de gira.

## Biografía
Ariel Rosenberg, de familia judía, fue animado por su propia familia a estudiar artes visuales en lugar de música. Ingresó en el CalArts para estudiar Bellas Artes, pero se sintió insatisfecho por el planteamiento educativo de la facultad. Allí conoció a John Maus, quien se convirtió en su mejor amigo y fueron compañeros de habitación. Según la revista LA Weekly, su primer álbum, The Doldrums, se grabó durante el último semestre de Rosenberg en la universidad, en medio de un «atracón de drogas» y el propio Pink lo definiría como «el disco más triste que pude haber hecho».
Tras abandonar CalArts, Rosenberg vivió en un áshram hindú (un monasterio) en Los Ángeles, donde consumió gran cantidad de drogas y hacía música con «bichos raros con los que nunca tuve problemas». Luego, se inscribió en una escuela de música y trabajó en una tienda de discos. Durante aquella época, acumuló entre 200 y 300 cintas de casete donde grababa su material.
En el verano de 2003, Rosenberg le dio un CD-R de su Worn Copy a la banda Animal Collective tras haberlos conocido por un amigo común, quienes empezaron con su sello discográfico, Paw Tracks. Escucharon el material de Rosenberg, con el que quedaron impresionados, y decidieron editar su discografía. A partir de ahí, la música de Rosenberg comenzó a distribuirse y captó el interés de un crítico de la revista Uncut, que definió a The Doldrums como «un disco perfecto». Sus temas en directo se cantaban al estilo karaoke, pero cuando se convirtió en el telonero de Animal Collective en 2004, decidió formar una banda. Sus actuaciones no fueron bien recibidas por el público: «Solían abuchearme sin ocultar siquiera su desprecio», aseguró Rosenberg en una entrevista para LA Weekly.
En 2006, Rosenberg se embarcó con John Maus, Jimi Hey, Gary War y Geneva Jacuzzi en el proyecto Ariel Pink's Haunted Graffitti. De ahí le viene su pseudónimo, Ariel Pink, el cual explica el propio Rosenberg que fue un error de nomenclatura de los mismos promotores que empezaron a llamarlo Ariel Pink, ya que dieron por supuesto que ese era su nombre en relación con el título de la banda: "El graffiti encantado de Ariel Pink".

## Discografía

### Álbumes de estudio
- Underground (1999) (autoeditado)
- The Doldrums (2000) (autoeditado; oficialmente publicado en 2004)
- Scared Famous (2001) (autoeditado)
- Fast Forward (2001) (autoeditado)
- House Arrest (2002) (autoeditado; oficialmente publicado en 2006)
- Lover Boy (2002) (autoeditado; oficialmente publicado en 2004)
- Worn Copy (2003)
- Before Today (2010)
- Mature Themes (2012)
- Ku Klux Glam (2012) (con R. Stevie Moore)
- Pom Pom (2014)
- Dedicated to Bobby Jameson (2017)

### Recopilaciones
- Trash an Burn (2006)
- Scared Famous (2007)
- Odditties Sodomies Vol. 1 (2008)
- Early Live Recordings (2013)
- Odditties Sodomies Vol. 2 (2019)
- Odditties Sodomies Vol. 3 (2021)

### Otros trabajos
- Stranded at Two Harbors (2006) (colaboración con Matt Fishbeck)
- Ariel Pink's Picks Vol. 1 (2011) (cintas de mezclas de R. Stevie Moore)